# (1589) Fanatica
(1589) Fanatica – planetoida z pasa głównego asteroid okrążająca Słońce w ciągu 3 lat i 277 dni w średniej odległości 2,42 au. Została odkryta 13 września 1950 roku w obserwatorium w La Placie przez Miguela Itzigsohna. Nazwa planetoidy po hiszpańsku oznacza fanatyczkę i odnosi się do Evy Perón. Przed nadaniem nazwy planetoida nosiła oznaczenie tymczasowe (1589) 1950 RK.